# Frank Fahy

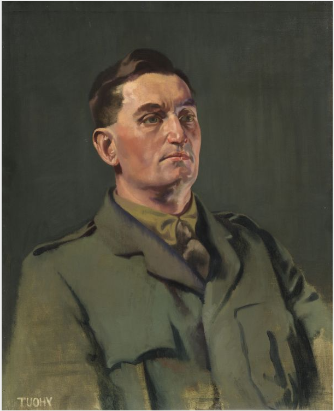
Frank Fahy

Francis Patrick „Frank“ Fahy (irisch Proinsias Pádraig Ó Fáthaigh, * 12. Januar 1880 Kilchreest, Loughrea, County Galway; † 14. Juli 1953 in Dublin) war ein irischer Politiker der Fianna Fáil sowie langjähriger Vorsitzender (Ceann Comhairle) des Unterhauses (Dáil Éireann).

## Leben
Fahy absolvierte zunächst ein Studium der Rechtswissenschaften und war danach nicht nur als plädierender Rechtsanwalt (Barrister-at-Law), sondern auch als Lehrer tätig.
Seine politische Laufbahn begann als er 1919 als Kandidat der Sinn Féin zum Abgeordneten des ersten Unterhauses (First Dáil) gewählt wurde. Dort vertrat er 34 Jahre lang bis zu seinem Tode die Interessen von Wahlkreisen im County Galway. 1927 trat er der Fianna Fáil bei.
Im August 1920 wurde er für kurze Zeit Stellvertretender Minister für die irische Sprache und bald darauf Stellvertretender Erziehungsminister, wobei die Ernennung nicht durch den Dáil Éireann ratifiziert wurde. Als Anhänger einer republikanischen Lösung sprach er sich gegen den Anglo-Irischen Vertrages von 1921 aus. Dies führte dazu, dass er trotz seiner Wahl das Abgeordnetenmandat zwischen 1923 und 1927 nicht annahm.
Nach dem Wahlsieg der Fianna Fáil wurde er am 9. März 1932 Vorsitzender (Ceann Comhairle) des Unterhauses (Dáil Éireann) gewählt und übte dieses Amt bis zum 13. Juni 1951 aus. Damit ist Fahy mit über 19 Jahren Vorsitzendentätigkeit bis heute der Parlamentspräsident mit der längsten Amtszeit in Irland. In dieser Funktion war er neben dem Richter am High Court, Conor Maguire, und dem Präsidenten des Obersten Gerichts (Supreme Court), Timothy Sullivan, während seiner Amtszeit vom 29. Dezember 1937 bis 25. Juni 1938 (Amtsantritt von Douglas Hyde) Mitglied der sogenannten Presidential Commission (Coimisiún na hUachtaránachta), die im Fall des vorzeitigen Ausscheidens eines Präsidenten bis zum Amtsantritt eines neuen Präsidenten die Amtsgeschäfte des Staatsoberhauptes führt.